# Запольские Халеевичи
Запольские Халеевичи — село в Стародубском муниципальном округе Брянской области.

## География
Находится в южной части Брянской области на расстоянии приблизительно 16 км по прямой на запад-северо-запад от районного центра города Стародуб.

## История
Известно с XVIII века как село с Николаевской церковью (действовала до 1928 года, не сохранилась). Село входило в Новоместскую сотню Стародубского полка. Основано казаками — выходцами из Старых Халеевич. В 1859 году здесь (село Стародубского уезда Черниговской губернии) было учтено 145 дворов, в 1892—209. В середине XX века работал колхоз «Красные Вишеньки». Долгое время в селе действует колхоз им. Правды. До 2020 года входило в состав Запольскохалеевичского сельского поселения Стародубского района до их упразднения.

## Население
Численность населения: 1009 человек (1859 год), 1371 (1892), 504 человека в 2002 году (русские 98 %), 472 в 2010.